# 橘奈良麻呂
橘奈良麻呂（721年？—757年7月），日本奈良時代貴族。他是左大臣橘諸兄之子，為第二代橘氏長者。
橘奈良麻呂的父親橘諸兄頗受聖武天皇信任，掌握朝政。740年，奈良麻呂敘從五位下，同年昇從五位上。741年任大學頭。至746年，任民部大輔。
749年，聖武天皇讓位給孝謙天皇。橘奈良麻呂深受光明皇后的信任。其父橘諸兄與孝謙天皇的寵臣藤原仲麻呂成為政敵。755年，橘諸兄被告發在酒宴上誹謗朝廷，翌年致仕並在757年失意死去。奈良麻呂對藤原仲麻呂的專橫非常不滿，與大伴古麻呂、小野東人等人密謀誅殺仲麻呂，並廢黜皇太子大炊王（淳仁天皇）。山背王向仲麻呂告發，稱奈良麻呂等人正在準備兵器。上道斐太都亦告發稱小野東人參加奈良麻呂的謀反，仲麻呂即將東人逮捕審問。奈良麻呂、道祖王、黃文王、大伴古麻呂、多治比犢養、賀茂角足等人受到揭發，一起被捕。孝謙天皇本欲將他們的死罪減免為流放，但藤原仲麻呂為了肅清政敵拒絕執行。橘奈良麻呂最後可能死於監獄之中。